# The Arrows
Pour les articles homonymes, voir Arrow.
The Arrows est un groupe britannico-américain de rock, originaire de Londres, au Royaume-Uni. Il est formé en 1974 et dissous en 1977. Il est connu pour le single I Love Rock 'n' Roll en 1975, plus tard repris et converti en hit planétaire par Joan Jett. Le groupe initial est composé de quatre membres (deux chanteurs américains et deux chanteurs anglais).

## Historique
The Arrows possédait leur première émission télévisée appelée Arrows en 1976 et 1977, diffusée sur Granada Television et produite par Muriel Young. Leur dernier single, Once Upon a Time, est publié un mois avant la diffusion de l'émission en 1976. Joan Jett se consacre à I Love Rock 'n' Roll en tournée avec son groupe Runaways en Angleterre, en 1976 et voit le groupe jouer la chanson pendant son émission.
La seule apparition télévisée américaine du groupe se fait au Don Kirshner's Rock Concert en février 1975. Ils y jouent leurs hits, Touch Too Much et Toughen Up.
Les membres fondateurs des Arrows, Paul Varley (1952–2008), Jake Hooker (1953–2014)[réf. souhaitée] et Alan Merrill (1951-2020) est le dernier du trio a disparaître. Terry Taylor, qui se joint au groupe à la fin de 1976 pour la série télévisée jouera dans le groupe Bill Wyman's Rhythm Kings.
Le deuxième single du groupe, Toughen Up, atteint la 51e place des charts britanniques en 1974. Cette année, les Arrows remporte le prix Golden Lion du meilleur groupe et joue à la télévision belge.
Le plus haut classement des Arrows est le hit Touch Too Much en 1974, qui atteint la deuxième place des charts sud-africains et le top 20 dans le pays pendant 15 semaines.
Leur album First Hit est publié au Japon le 11 mars 2015, comprenant des morceaux bonus, chez Warner Brothers Japan.

## Membres
- Alan Merrill - chant, basse, guitare rythmique
- Jake Hooker - guitare solo
- Paul Varley - batterie
- Terry Taylor - guitare électrique

## Discographie
- 1976 : First Hit
- 1998 : First Hit (avec morceaux bonus)
- 2001 : Singles Collection Plus
- 2002 : Tawny Tracks
- 2004 : A's B's and Rarities